# Mario Traversoni
Mario Traversoni (født 12. april 1972 i Codogno) er en tidligere italiensk professionel landevejscykelrytter. Han vandt en etape i Tour de France 1997.